# Rita Jeptoo
Rita Jeptoo ( 15 de febrero de 1981) es una corredora de maratón keniata. Ganó la maratón de Boston en tres ocasiones, incluyendo el establecimiento del récord de prueba en 2:18:57 en 2014. También ganó los maratones de Chicago, Estocolmo y Milán, así como de haber representado a Kenia en el evento del Campeonato Mundial de Atletismo de 2007. Fue la medallista de bronce en el Mundial de Carreras en Carreteras de la IAAF 2006.

## Carrera
Jeptoo ganó el Maratón de Estocolmo de 2004, su primera carrera de maratón, y posteriormente, venció en el maratón de Milán. Terminó tercera en el maratón de Turín de 2005 y séptima en el Campeonato Mundial de 2005.